# Astrophytum
Astrophytum is een geslacht van kogel- tot cilindervormige, geribde cactussen. De soorten stammen alle uit Mexico; van de soort Astrophytum asterias zijn ook populaties in Texas in de Verenigde Staten.
De naam van het geslacht komt van de Griekse woorden 'astron' (ster) en 'phyton' (plant). Van boven gezien is duidelijk waarom men ze sterplanten is gaan noemen.
Ze zijn wel of niet bedoornd, meestal bezet met plukjes wollig haar. De trechtervormige bloemen zijn geel, soms met een rode keel, en geschubd. De bloeitijd is meestal 's zomers. Ze komen vrijwel altijd solitair voor, omdat alleen oudere exemplaren af en toe een zijstengel maken.
Astrophytum-soorten en kruisingen zijn populair als kamerplant.
In Japan bestaat er een jarenlange traditie van veredeling van Astrophytum en daar zijn enkele cultivars uit ontstaan die nu ook in Europa aan populariteit winnen.

## Soorten
- Astrophytum asterias (Karw. ex Zucc.) Lem. – Zeeëgelcactus
- Astrophytum capricorne (A.Dietr.) Britton & Rose
- Astrophytum caput-medusae (Velazco & Nevárez) D.R.Hunt
- Astrophytum coahuilense
- Astrophytum myriostigma Lem. – Bisschopsmuts
- Astrophytum ornatum (DC.) Britton & Rose

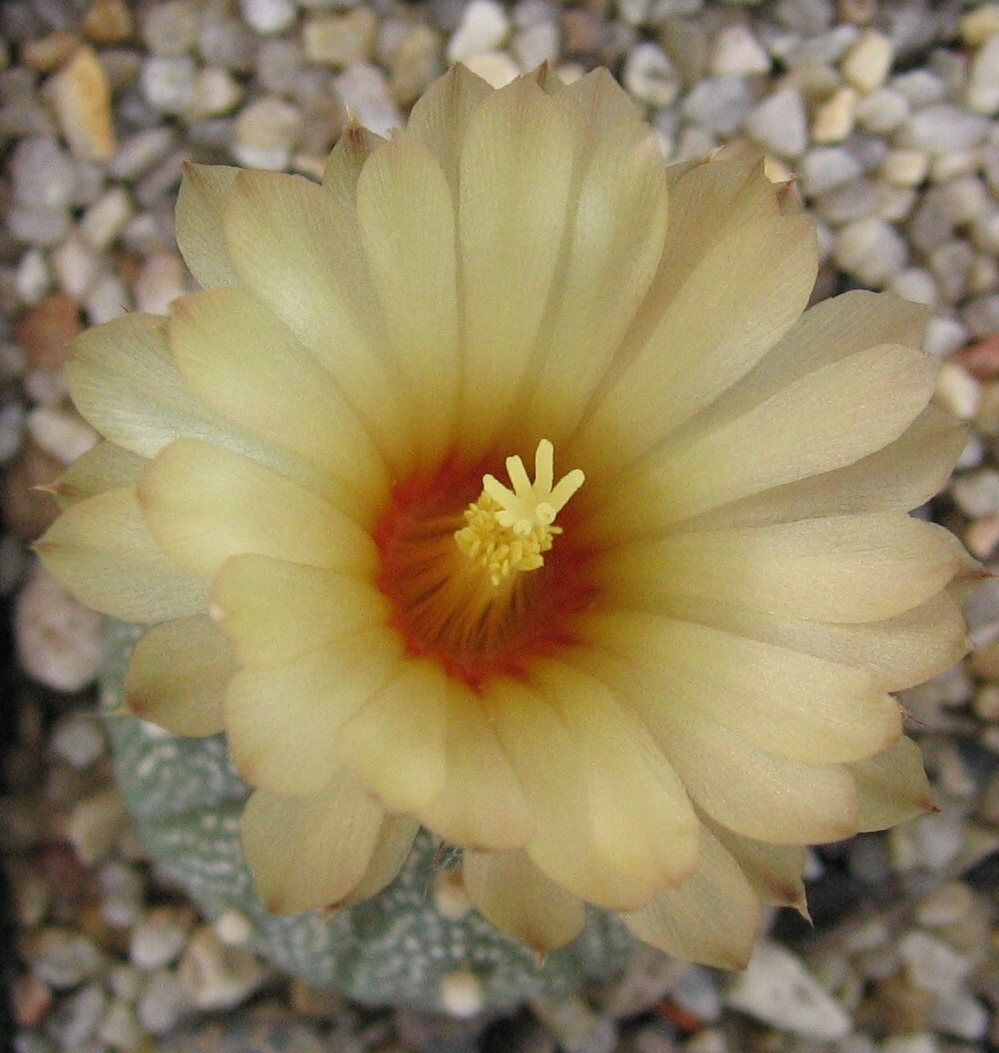
Astrophytum asterias
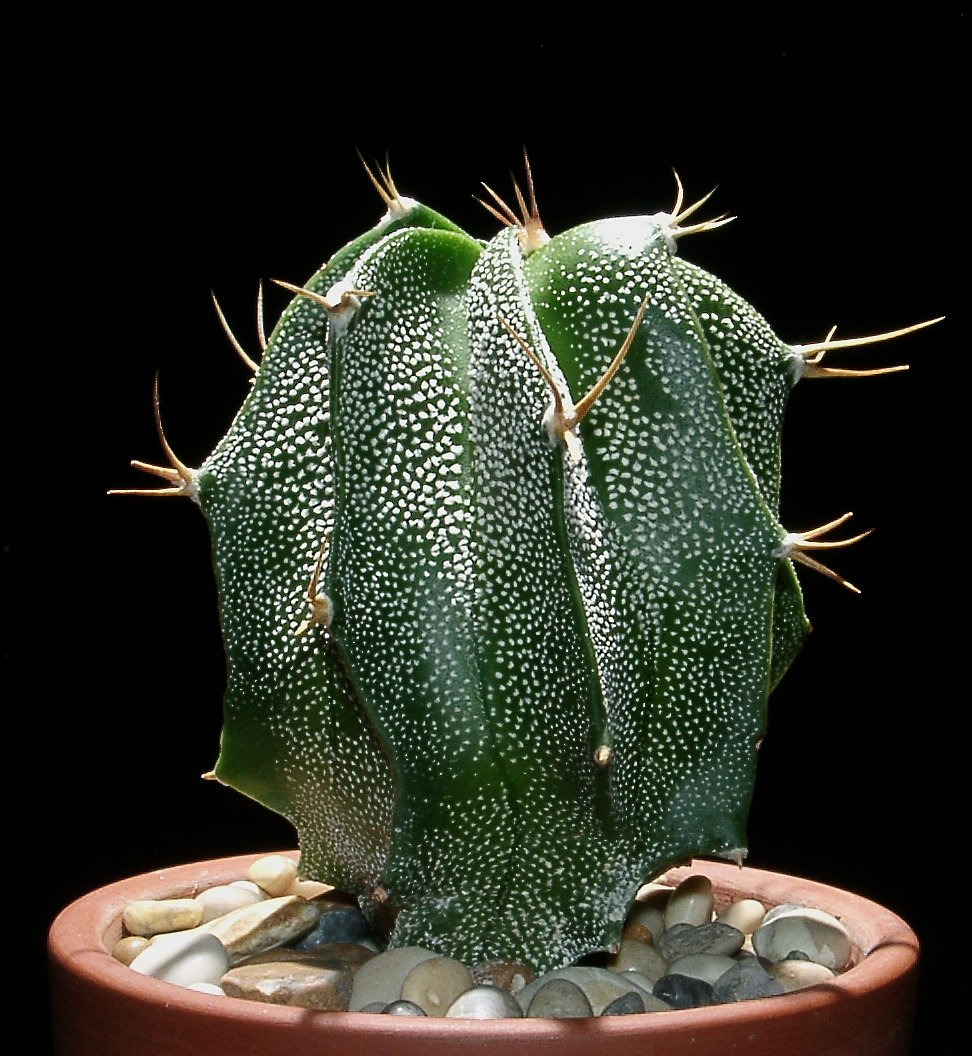
Astrophytum ornatum
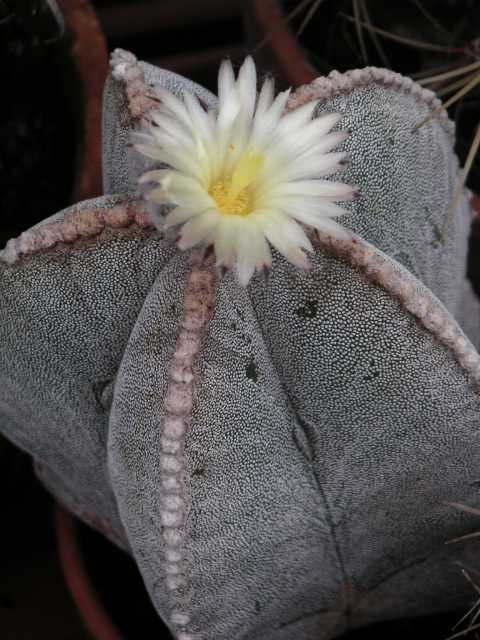
Astrophytum myriostigma
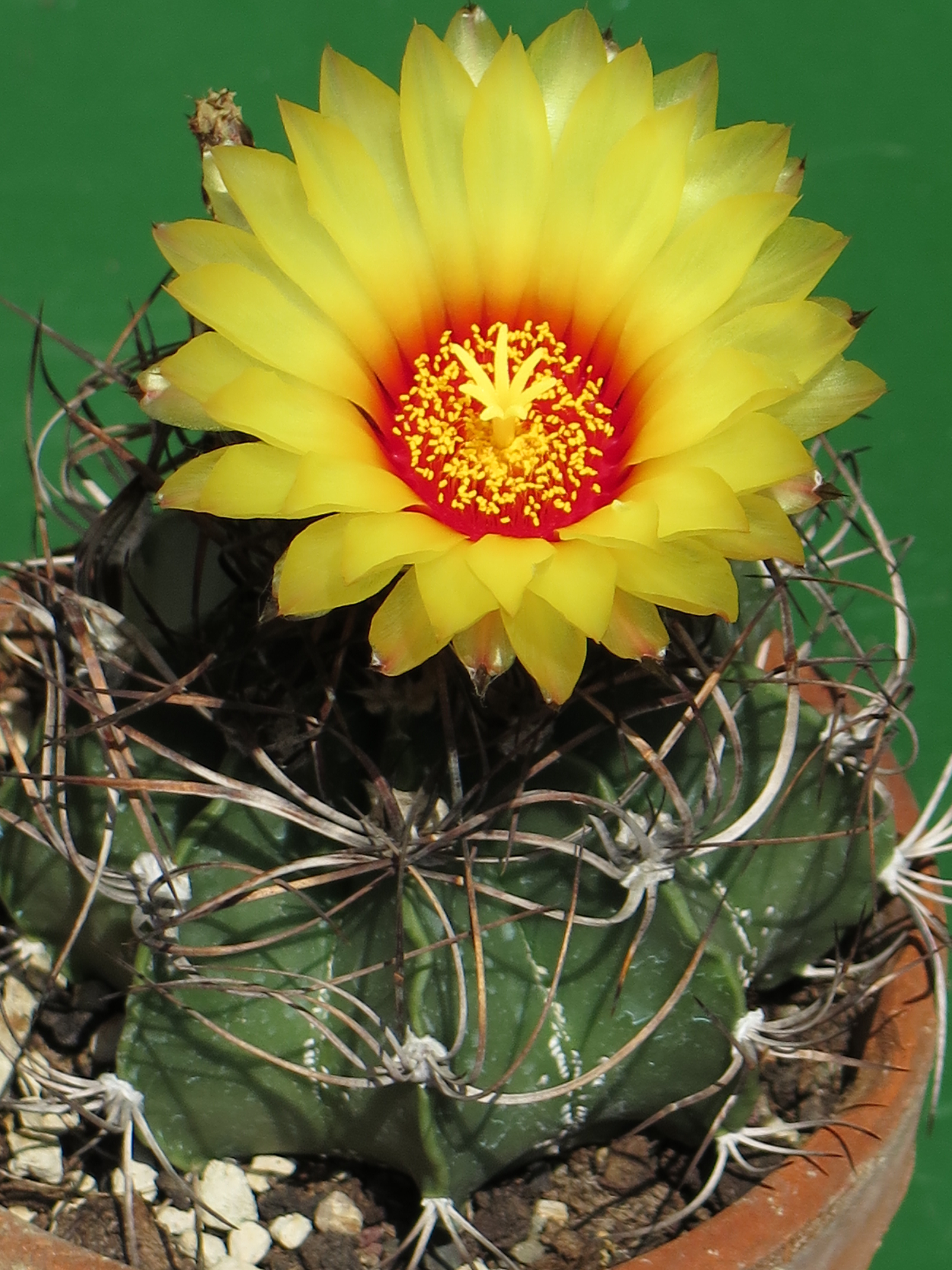
Astrophytum capricorne
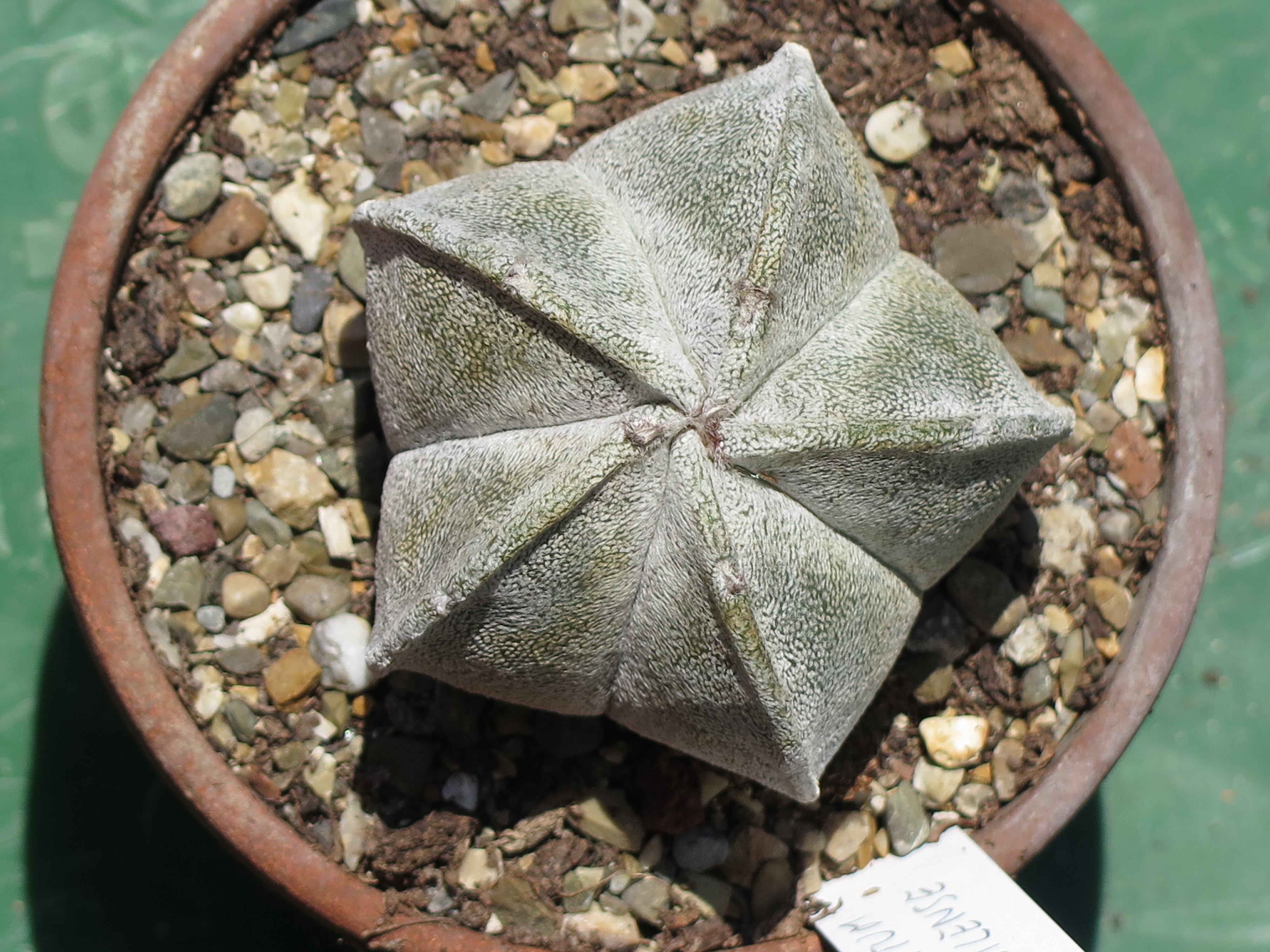
Astrophytum coahuilense